# Enzmann (Auto)
Der Enzmann-Spider (auch Enzmann 506) ist ein vom Schweizer Emil Enzmann konstruierter Sportwagen, der von 1956 bis 1968 gebaut wurde. Der Markenname Enzmann wird seit 2001 vom Schwiegersohn von Emil Enzmann weitergeführt. Das Unternehmen ist derzeit als Gossweiler + Schreiber in Bischofszell ansässig.

## Geschichte

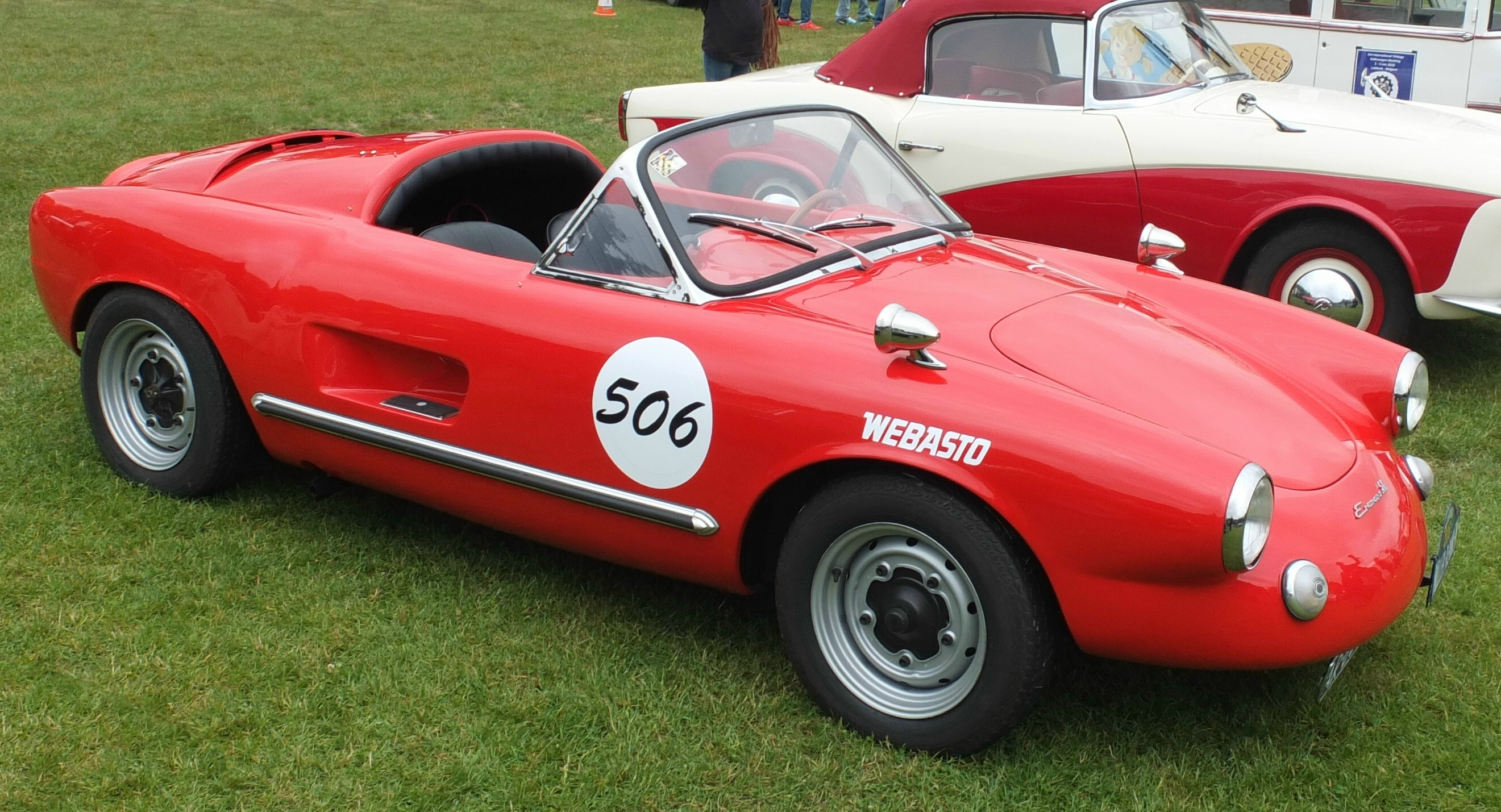
Enzmann 506

1953 entwarf der Schweizer Landarzt und Hobbykonstrukteur Dr. Emil Enzmann einen offenen Sportwagen, inspiriert vom Porsche 550 Spyder. Die Karosserie, ein Monoblock (in einem Stück) aus glasfaserverstärktem Kunststoff, wurde mit einem VW-Chassis verschraubt. Zur Gewichtsreduzierung wurde auf den Einbau von Türen verzichtet, das vereinfachte auch die Karosseriekonstruktion.
1956 wurde der Enzmann-Spider in Lausanne auf dem Comptoir Suisse vorgestellt. 1957 folgte international die IAA in Frankfurt, wo er auch den Zusatz 506, die Nummer des Messestandes, erhielt. Angeboten wurden drei Varianten:
- Spider – mit kleiner Rennsportscheibe und offen
- Cabriolet – mit Karmann-Scheibe und Klappdach
- Hardtop – mit festem Klapp- oder Parallelschiebedach

Gefertigt wurde der Spider von 1956 bis 1968. Hauptursache für die Produktionseinstellung war letztlich die Beschaffung neuer Chassis, die von VW torpediert wurde. VW sah im Enzmann einen Konkurrenten zum VW Karmann-Ghia. So bedeutete das Veto der AMAG, des Schweizer VW- und Porsche-Importeurs, das Ende für die Fertigung bei Enzmann. Die Alternative wäre gewesen, komplette VW Käfer neu zu kaufen, ihnen die Karosserien abzuschrauben und zu Enzmännern umzubauen. Dies wäre weitaus zu teuer gekommen und hätte Enzmann im Wettbewerb preislich aus dem Rennen geworfen. Dieser Umstand bescherte auch Firmen wie Rometsch, die Umbauten auf Käferbasis anboten, das Ende der Fertigung von Autos auf dessen Plattform.
Schliesslich sind ca. 100 Fahrzeuge gebaut worden, von denen heute noch rund 20 aktenkundig sind. 13 Fahrzeuge sind fahrbereit. Eine grosse Sammlung von mehr als zehn Fahrzeugen von Enzmann wurde um 2006 im Auto- und Technik-Museum Sinsheim gezeigt.
Karl Enzmann und Werner Schreiber, Sohn und Schwiegersohn des Firmengründers, fertigen heutzutage originalgetreue Neuauflagen. Zum Einsatz kommen dort seit dem Start dieser Produktion im Jahre 2001 luftgekühlte Boxermotoren mit zwei Liter Hubraum und einem Doppelvergaser aus dem Volkswagen Käfer. Die Leistung liegt bei 110 PS. Der Preis eines neuen Enzmann liegt bei etwa 40.000 EUR.